# We Have Arrived
We Have Arrived è il primo album in studio del gruppo musicale statunitense thrash metal Dark Angel, pubblicato nel 1985 dalla Metal Storm negli Stati Uniti d'America e dalla francese Axe Killer in Europa.

## Tracce
1. We Have Arrived – 4:07
2. Merciless Death – 4:28
3. Falling from the Sky – 4:23
4. Welcome to the Slaughterhouse – 5:23
5. No Tomorrow – 6:30
6. Hell's on Its Knees – 4:14
7. Vendetta – 4:26

## Formazione
- Don Doty – voce
- Jim Durkin – chitarra
- Eric Meyer – chitarra
- Rob Yahn – basso
- Jack Schwartz – batteria